# Ronde van Frankrijk 2024/Twintigste etappe
De twintigste etappe van de Ronde van Frankrijk 2024 was een bergrit met een lengte van 132,8 kilometer. De etappe werd verreden op 20 juli met start in Nice en eindigde op de Col de la Couillole.

## Parcours
Er wordt in de 20e rit tussen Nice en de aankomst op de Col de la Couillole alleen maar geklommen en gedaald, valleien zijn er niet. Het is de kortste rit in lijn en toch fietsen de renners tegen vier bergen op, met 4.700 hoogtemeters. Beginnen doen de renners op de Col de Braus (2e categorie) van 10 kilometer aan 6,6% gemiddelde. daarna kan het vuurwerk beginnen op de Col de Turini (1e) van 20,7 kilometer aan 5,7%, en de Col de la Colmiane (1e) van 7,5 kilometer aan 7,1% gemiddeld. De slotklim, eveneens 1e categorie, is 15,7 kilometer lang en loopt gemiddeld aan 7,1% omhoog.

## Verloop
Op de voorlaatste etappe in de Tour van 2024 heeft Tadej Pogačar nogmaals de puntjes op de i gezet met een vijfde ritzege. Met vier stevige beklimmingen voor de boeg was stevig vuurwerk te verwachten, wat ook gebeurde. Heel wat renners wilden hun laatste kans grijpen, maar ook op de eerste beklimming van de dag roerden ook de klassmentsmannen zich op de Col de Braus, gevolgd door een ontsnapping van een kleine groep met onder andere de leider in het bergklassement Richard Carapaz.
Op de Col de la Colmiane werd het duidelijk dat Remco Evenepoel iets in zijn schild voerde. Hij liet zijn ploeg onderweg beuken. Op de slotklim liep de witte trui echter op een counter van Jonas Vingegaard. De Deen ging zelf in de aanval waardoor Evenepoel moest passen. Zo gingen de nummers één en twee naar de streep, met Pogacar als winnaar. Bergkoning Carapaz werd derde. Evenepoel werd 4e op 53 seconden van de ritwinnaar.
Pogačar is de eerste niet-sprinter sinds Laurent Fignon in 1984 die vijf etappes wint in één Tour de France. Vijf bergritten winnen in één Tour, daarvoor moeten we zelfs al terug naar Gino Bartali in 1948.
| Nice – Col de la Couillole (132,8 km) |                  |                           |            |
| Plaats                                | Naam             | Ploeg                     | Tijd       |
| 1                                     | Tadej Pogačar    | UAE Team Emirates         | 4u04'22""' |
| 2                                     | Jonas Vingegaard | Team Visma-Lease a Bike   | + 7"       |
| 3                                     | Richard Carapaz  | EF Education-EasyPost     | + 23"      |
| 4                                     | Remco Evenepoel  | Soudal Quick-Step         | + 53"      |
| 5                                     | Enric Mas        | Movistar Team             | + 1'07"    |
| 6                                     | João Almeida     | UAE Team Emirates         | z.t.       |
| 7                                     | Matteo Jorgenson | Team Visma-Lease a Bike   | + 1'33"    |
| 8                                     | Mikel Landa      | Soudal Quick-Step         | + 1'41"    |
| 9                                     | Adam Yates       | UAE Team Emirates         | + 1'43"    |
| 10                                    | Romain Bardet    | Team dsm-firmenich PostNL | 1'52"      |

 –  Enric Mas was de strijdlustigste renner van de twintigste etappe.

## Klassementen

### Algemeen klassement
| Algemeen klassement (gele trui) |                  |                         |           |
| Plaats                          | Naam             | Ploeg                   | Tijd      |
| Gele trui                       | Tadej Pogačar    | UAE Team Emirates       | 82u53'32" |
| 2                               | Jonas Vingegaard | Team Visma-Lease a Bike | + 5'14"   |
| 3                               | Remco Evenepoel  | Soudal Quick-Step       | + 8'04"   |
| 4                               | João Almeida     | UAE Team Emirates       | + 16'45"  |
| 5                               | Mikel Landa      | Soudal Quick-Step       | + 17'25"  |
| 6                               | Adam Yates       | UAE Team Emirates       | + 21'11"  |
| 7                               | Carlos Rodríguez | INEOS Grenadiers        | + 21'12"  |
| 8                               | Matteo Jorgenson | Team Visma-Lease a Bike | + 24'26"  |
| 9                               | Derek Gee        | Israel-Premier Tech     | + 24'50"  |
| 10                              | Giulio Ciccone   | Lidl-Trek               | + 25'48"  |

### Puntenklassement
| Puntenklassement (groene trui) |                  |                    |        |
| Plaats                         | Naam             | Ploeg              | Punten |
| Groene trui                    | Biniam Girmay    | Intermarché-Wanty  | 387    |
| 2                              | Jasper Philipsen | Alpecin-Deceuninck | 354    |
| 3                              | Bryan Coquard    | Cofidis            | 208    |
| 4                              | Anthony Turgis   | TotalEnergies      | 180    |
| 5                              | Tadej Pogačar    | UAE Team Emirates  | 176    |

### Bergklassement
| Bergklassement (bolletjestrui) |                  |                         |        |
| Plaats                         | Naam             | Ploeg                   | Punten |
| Bolletjestrui                  | Richard Carapaz  | EF Education-EasyPost   | 127    |
| 2                              | Tadej Pogačar    | UAE Team Emirates       | 97     |
| 3                              | Jonas Vingegaard | Team Visma-Lease a Bike | 67     |
| 4                              | Matteo Jorgenson | Team Visma-Lease a Bike | 54     |
| 5                              | Remco Evenepoel  | Soudal Quick-Step       | 48     |

### Jongerenklassement
| Jongerenklassement (witte trui) |                   |                         |            |
| Plaats                          | Naam              | Ploeg                   | Tijd       |
| Witte trui                      | Remco Evenepoel   | Soudal Quick-Step       | 83u01'36"  |
| 2                               | Carlos Rodríguez  | INEOS Grenadiers        | + 13'08"   |
| 3                               | Matteo Jorgenson  | Team Visma-Lease a Bike | + 16'22"   |
| 4                               | Santiago Buitrago | Bahrain Victorious      | + 18'06"   |
| 5                               | Javier Romo       | Movistar Team           | + 1u27'28" |

### Ploegenklassement
| Ploegenklassement |                         |            |
| Plaats            | Ploeg                   | Tijd       |
|                   | UAE Team Emirates       | 249u15'17" |
| 2                 | Team Visma-Lease a Bike | + 29'47"   |
| 3                 | INEOS Grenadiers        | + 1u25'17" |
| 4                 | Soudal Quick-Step       | + 1u30'31" |
| 5                 | Lidl-Trek               | + 2u23'25" |

1e etappe ·
2e etappe ·
3e etappe ·
4e etappe ·
5e etappe ·
6e etappe ·
7e etappe ·
8e etappe ·
9e etappe ·
10e etappe ·
11e etappe ·
12e etappe ·
13e etappe ·
14e etappe ·
15e etappe ·
16e etappe ·
17e etappe ·
18e etappe ·
19e etappe ·
20e etappe ·
21e etappe
Startlijst · Eindstanden · Afbeeldingen